# Kurfürstlicher Rat
Kurfürstlicher Rat (meist nur Rat, auch Hausrat, selten Hofrat) war die Bezeichnung für Berater an kurfürstlichen Höfen bis zum 16. Jahrhundert.
Danach wurde der Titel Geheimer Rat mit einer etwas veränderten Bedeutung gebräuchlich.

## Allgemein
Räte waren Mitarbeiter am kurfürstlichen Hofe. Sie trafen sich in regelmäßigen Abständen zu Beratungen. 

## Brandenburg
Im Kurfürstentum Brandenburg wurden die Räte vom Landesherrn ernannt. Bis zum 15. Jahrhundert kamen sie in größeren zeitlichen Abständen zu Beratungen mit dem Kurfürsten zusammen. Sie waren auch als dessen Gesandte unterwegs und entschieden in Rechtssachen, in kleineren Angelegenheiten auch selbstständig.
Seit dem 16. Jahrhundert trafen sie sich häufiger zu regelmäßigen Sitzungen. Den Vorsitz hatte der Kanzler, die Einhaltung der formalen Ordnung wurde vom Hofmarschall überwacht.
Räte waren sowohl adliger Herkunft, als auch Ritter. Seit dem 15. Jahrhundert holten sich die Kurfürsten gerne Gelehrte mit einem Abschluss als Magister oder Doktor des Allgemeinen und Kanonischen Rechts zur Mithilfe in Rechtsangelegenheiten auch mit anderen Höfen.

## Weitere Entwicklung
Seit dem 17. Jahrhundert wurde die Bezeichnung Geheimer Rat an den Höfen gebräuchlich. Diese waren nur noch als Berater tätig, nicht mehr in Rechtsangelegenheiten, die ein Kammergericht bearbeitete.